# Strymon semialbofasciata
Strymon semialbofasciata är en fjärilsart som beskrevs av Tutt. Strymon semialbofasciata ingår i släktet Strymon och familjen juvelvingar. Inga underarter finns listade i Catalogue of Life.